# 尹燾
尹燾（1508年—？），字明溥，號覺亭，浙江衢州府龍游縣人，民籍，明朝政治人物。

## 生平
嘉靖十六年（1537年）丁酉科浙江鄉試第五十七名舉人。嘉靖二十年（1541年）中式辛丑科會試第一百五十三名，登第二甲第七十名進士。授刑部廣東司主事，累升浔州府知府，三十一年降承天府荆門州同知。

## 家族
曾祖尹汝涱；祖父尹元□；父尹蒙，母周氏。具庆下。兄尹勲、尹照（贡士）、尹煦。弟尹烈、尹然。